# Jack Benny
Jack Benny (nacido como Benjamin Kubelsky; Chicago, 14 de febrero de 1894-Beverly Hills, 26 de diciembre de 1974) fue un comediante estadounidense famoso entre las décadas de 1920 y 1970, reconocido como uno de los principales talentos humorísticos norteamericanos del siglo XX.
De pequeño aprendió a tocar el violín, participando en vodeviles desde 1911. Luego de actuar en un show de aficionados del ejército durante la Primera Guerra Mundial, ante el descubrimiento de su talento para la comedia decidió dedicarse a ésta. Su debut en el cine se produjo en 1929, apareciendo de manera regular en películas entre los años 1935 y 1945. Sin embargo, recién saltaría a la fama al debutar en la radio en 1932; su programa The Jack Benny Program se emitió hasta 1965, cosechando éxito tanto en la radio (1932-1955) como en la televisión (1950-1965, con numerosos especiales hasta 1974), además de influir en el formato de la comedia de situaciones.
Su estilo cómico estaba muy dado al humor "seco" con pausas que generalmente terminaban con una respuesta exasperada, y el apocamiento: Jack se interpretaba a sí mismo como un hombre tacaño y sin talento musical que siempre insistía en tener 39 años.

## Biografía
Benny nació el 14 de febrero de 1894 en Chicago y creció en las cercanías de Waukegan.  Era hijo de los inmigrantes judíos Meyer Kubelsky (1864-1946)  y Naomi Emma (de soltera Sachs; 1869-1917).  Meyer era dueño de un salón y más tarde mercero que había emigrado a los Estados Unidos de América desde Polonia. Emma había emigrado de Lituania. A instancias de su padre, Benny comenzó a tomar lecciones de violín a la edad de seis años y pronto fue considerado un niño prodigio. Amaba el instrumento pero odiaba practicar. Su profesor de música fue Otto Graham Sr., vecino y padre del jugador de fútbol Otto Graham. A los 14 años, Benny tocaba en bandas de baile y en la orquesta de su escuela secundaria. 
Tras ser expulsado del liceo por malas notas y pasar sin pena ni gloria por una escuela de negocios y la camisería familiar, para 1911 Benny empezó a actuar de manera profesional en teatros de variedades, ganando 7.50 dólares a la semana. Ese año, el joven Jack actuó en el mismo teatro que los Hermanos Marx, cuya madre, Minnie, intentó que éste se les uniera. Pese al hecho de que los padres de Benny se negaron, este fue el inicio de una duradera amistad entre Jack y los hermanos (en particular con Zeppo). 
Al año siguiente, la pianista Cora Folsom Salisbury decidió contratarlo para que la acompañara con su violín. Jack adoptó el nombre artístico de "Ben K. Benny" (a veces escrito como "Bennie") para evitar conflictos con el famoso violinista Jan Kubelik. Tiempo después, Salisbury se retiró y Benny formó un dúo con el pianista Lyman Woods, cuyas rutinas gradualmente incorporaron elementos cómicos, aunque se separaron tras no tener éxito en el teatro Palace de Nueva York, considerado como la meca del vodevil.
En 1917, durante la Primera Guerra Mundial, Jack se alistó en la Marina, de vez en cuando entreteniendo a sus pares con su violín. En un show de aficionados, su acto fue apabullado, por lo que, siguiendo el consejo de Pat O'Brien (otro marinero que se convertiría en actor), buscó salir del aprieto con una rutina improvisada. Debido al éxito, Benny fue invitado constante en numerosas revistas del ejército, haciéndose un conocido comediante.
Poco después de la guerra, Benny desarrolló un show, "Ben K. Benny: Fiddle Funology". Tocaba el violín entre chistes Luego recibió presión legal de Ben Bernie, un intérprete de "parloteo y violín", con respecto a su nombre, por lo que adoptó el apodo del marinero, Jack. En 1921, el violín era más un accesorio y la comedia tomó el control.
Benny tuvo algunos encuentros románticos, incluido uno con la bailarina Mary Kelly, cuya familia devotamente católica la obligó a rechazar su propuesta porque era judío. Benny fue presentado a Kelly por Gracie Allen.
Ese año, Jack y los Hermanos Marx fueron invitados por un rabino de Vancouver (conocido por invitar a artistas de su fe) para el Séder de Pascua. Allí conoció a Sadie Marks, la hija de 14 años del religioso, aunque este primer encuentro estuvo marcado por el hecho de que Benny intentó irse mientras la joven tocaba el violín. No volverían a verse hasta un encuentro casual en 1926, tras el cual Jack se enamoró de ella, quien ahora trabajaba en una tienda en Hollywood. Tras casarse en 1927, Marks empezó a interpretar un papel de "mujer tonta" bajo el seudónimo de Mary Livingstone, colaborando con Benny por la mayor parte de su carrera. Ambos adoptaron a una niña, llamada Joan, en 1934. La hermana mayor de Sadye, Babe, sería el foco de varios chistes en los programas de Benny (generalmente aludiendo a su supuesta falta de rasgos femeninos), mientras que su hermano menor Hillard se convertiría en productor del programa.
En 1929, el agente de Benny, Sam Lyons, convenció a Irving Thalberg, productor de cine estadounidense de la Metro-Goldwyn-Mayer, para que viera a Benny en el Orpheum Theatre de Los Ángeles. Jack Benny fue contratado por la Metro-Goldwyn-Mayer por un período de cinco años, empezando con un papel de "maestro de ceremonias" en la película The Hollywood Revue of 1929, aunque fue desvinculado luego del poco éxito del drama romántico musical Chasing Rainbows (1930), en el que interpretaba al director de escena en una obra de Broadway. También realizó dos cortometrajes para la Paramount en 1931.

### Radio
Durante los primeros años de la radio como medio masivo, Benny tuvo ciertas dudas respecto a su viabilidad, apareciendo de manera poco frecuente. En marzo de 1932, Jack fue invitado por su amigo el entonces columnista de farándula Ed Sullivan para que apareciera en su programa emitido por la CBS. Se presentó con las siguientes palabras: "Les habla Jack Benny. Habrá una breve pausa para que digan '¿Y a quién le importa?'". 

#### The Jack Benny Program
Luego de esta presentación, la programadora de la NBC Bertha Brainard le ofreció un programa a Benny bajo el auspicio de las bebidas Canada Dry, el cual inició el 2 de mayo de 1932 en la Blue Network, apareciendo lunes y miércoles acompañado por la orquesta de George Olsen hasta el 26 de octubre. Este era un programa netamente musical, en el cual el rol de Jack era el de contar chistes entre canciones. Luego de unas semanas, a Benny se le había acabado el material que había ocupado en el teatro, por lo que recurrió al libretista Harry Conn, con el cual desarrollaría diversas rutinas, mayormente parodias de películas populares o sketches a modo de una primitiva comedia de situaciones. Durante julio de ese año, Mary Livingstone se unió al elenco, inicialmente interpretando a una joven aspirante a humorista.
Entre el 30 de octubre de 1932 y el 26 de enero de 1933, Jack apareció domingos y jueves en la CBS, acompañado esta vez por la orquesta de Ted Weems, pero la Canada Dry cancelaría su auspicio debido a conflictos creativos, habiendo intentado reemplazar a Conn con Sid Silvers, quien hubiese compartido el protagonismo con Benny. El 17 de marzo de 1933 volvió a la NBC (Red Network) bajo el patrocinio de la Chevrolet, siendo reemplazado Weems por Frank Black. Para entonces, el elemento cómico empezó a tomar mayor relevancia. Luego de que el presidente de la automotora prefiriera un programa totalmente musical, el espacio pasó a ser auspiciado después del 1 de abril de 1934 por la General Tire con la orquesta de Don Bestor y el locutor Don Wilson, este último colaborando con Jack por varias décadas.

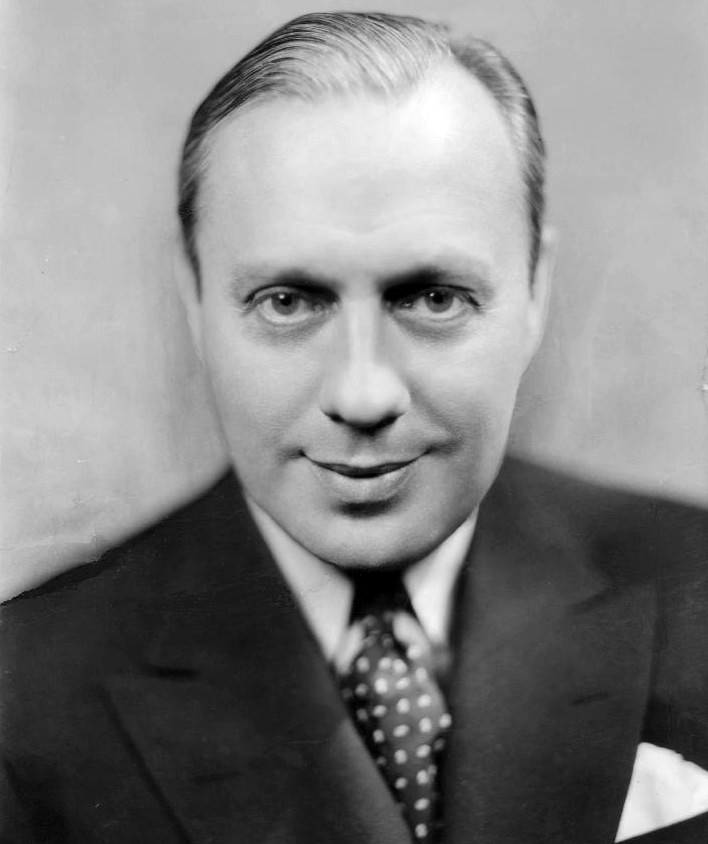
Fotografía publicitaria para The Chevrolet Program, 1933

Debido a los problemas financieros de la General Tire, se llegó a un acuerdo con General Foods para que patrocinara el programa a partir de octubre en la Blue Network para los postres Jell-O. En 1935 se incorporan el compositor Johnny Green como director de orquesta y el vocalista Kenny Baker, mientras que al año siguiente Phil Harris tomaría la batuta en reemplazo de Green. Para entonces, Harry Conn fue reemplazado por los guionistas Edmund Beloin y Bill Morrow. En octubre de 1936, el espacio regresó a la Red Network y empezó a emitirse de manera regular desde Hollywood, y el actor de raza negra Eddie Anderson se integraría al elenco a inicios de 1937, convirtiéndose al poco tiempo en Rochester Van Jones, el asistente de Jack. En 1939, Baker fue reemplazado por Dennis Day, estableciéndose finalmente uno de los repartos más icónicos de la llamada "era dorada" de la radio norteamericana. En 1941, la NBC le otorgó a Benny la posesión del espacio del domingo a las 7 de la noche, el cual venía ocupando desde octubre de 1934.
En 1942, Jell-O dejó de auspiciar el programa radial debido a que el racionamiento de azúcar durante la Segunda Guerra Mundial obligó a reducir su producción, por lo que la General Foods (propietaria de la marca) puso al cereal Grape-Nuts como auspiciador hasta 1944, año en que el patrocinio pasó a manos de los cigarrillos Lucky Strike, producto que promocionaría el espacio hasta 1959. La guerra también significó la ausencia temporal de Harris (entre diciembre de 1942 y marzo de 1943, siendo reemplazado por diversos directores de orquesta, entre ellos Benny Goodman) y Day (entre 1944 y 1946, siendo reemplazado por Larry Stevens), mientras que Morrow y Beloin abandonaron el programa en 1943 al unirse el primero al Ejército, siendo reemplazados por John Tackaberry, Milt Josefsberg, Sam Perrin y George Balzer.

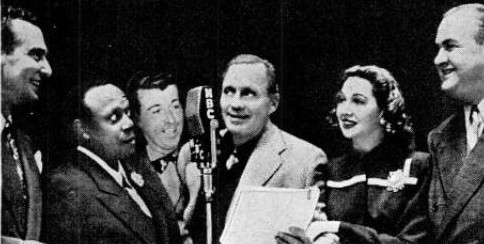
El elenco de Jack Benny en 1946 (de izq. a der.): Phil Harris, Eddie "Rochester" Anderson, Dennis Day, Benny, Mary Livingstone y Don Wilson.

Para mediados de la década de 1940, el programa ya había relegado las parodias a un segundo plano, prevaleciendo los escenarios recurrentes. El humor del programa fue bastante innovador para la época: el personaje de Benny era en cierto modo un antihéroe —un protagonista vanaglorioso que se consideraba un joven as del violín pese a no ser ninguno de los dos, además de ser increíblemente tacaño, aspecto destacado por su automóvil de marca Maxwell (la cual desapareció en 1924) que era propenso a tener fallas debido a su antigüedad—. Los demás actores además tenían una personalidad bastante formada: Rochester solía ser más astuto que su jefe, contrastando con los estereotipos de los afroamericanos de la época; Mary, por su parte, era la amiga sarcástica y solía señalar los vicios en los planes de Jack; Don Wilson no solo promocionaba los productos del auspiciador de forma bastante entusiasta, pero también era el foco de chistes exagerando su elevado peso; Phil Harris interpretaba a un director de orquesta alcohólico y analfabeto que supuestamente empleaba criminales menores; y Dennis Day era un joven cantante con padres sobreprotectores y quien solía meterse en problemas por culpa de Jack. Entre los actores recurrentes destacaron Frank Nelson, quien interpretaba a personajes fastidiosos con los que Jack siempre se encontraba a su pesar, Bea Bernaderet y Sara Berner, quienes caracterizaban a numerosos personajes femeninos, en particular dos sarcásticas operadoras telefónicas, y Mel Blanc (conocido por ser el actor de voz de los personajes de los Looney Tunes), quien interpretó a numerosos personajes, siendo el más notable un instructor de violín francés que siempre terminaba intentando atentar contra su propia vida o la de Benny debido a los "talentos" musicales de este último.
Para la década de 1940, era común que se presentaran estrellas de Hollywood en cada programa, tales como Frank Sinatra, James Stewart y Bing Crosby, entre otros. Particularmente notables fueron el dúo conformado por el matrimonio de George Burns y Gracie Allen (amigos de Jack desde los días del teatro), así como el actor británico Ronald Colman, quien tuvo un estatus de "invitado recurrente" con su esposa Benita Hume como los vecinos de Benny. Cuando Jack Benny estuvo internado por neumonía entre marzo y abril de 1943, fue reemplazado por Orson Welles.
Sin embargo, el invitado más famoso fue su colega y amigo Fred Allen, con quien sostuvo una cómica "riña" que empezaría en 1937 y duraría por más de una década, no solo abarcando la radio, sino que también el cine con las cintas Love Thy Neighbor (1940) e It's in the Bag! (1945). Luego del fallecimiento de Allen en 1956, Jack comentó: "La gente me ha preguntado si Fred Allen y yo eramos amigos en la vida real. Mi respuesta es siempre la misma: no se puede tener una disputa tan exitosa y duradera como la nuestra, sin que se tenga una amistad tan profunda y duradera al centro de esta." Allen había escrito sobre su colega: "No creo que Jack Benny tenga un enemigo (...) Ojalá sea su amigo hasta que cumpla cuarenta. Es decir, por siempre."
Benny apareció en numerosas películas, tales como The Broadway Melody of 1936 (1935), Buck Benny Rides Again (1940) y Ser o no ser (1942, coprotagonizada de manera póstuma por Carole Lombard). No obstante, su filme más célebre fue The Horn Blows at Midnight (1945), el cual debido a su fracaso de crítica y taquilla se convirtió en la fuente de numerosos chistes en su programa a través de los años. Posteriormente, Jack dejó de aparecer de manera regular en el cine, destacándose, sin embargo, el cortometraje de los Looney Tunes, The Mouse that Jack Built (1959), en la que él y su elenco interpretaban a sus personajes caracterizados como ratones, además de una breve aparición del cómico en persona al final. También destacó por un pequeño papel en El mundo está loco, loco, loco (1963), en el cual manejaba un viejo automóvil (un Cadillac 1932), originalmente pensado para Stan Laurel (de El Gordo y el Flaco).

#### Llegada a la CBS y la televisión
En 1948, Jack Benny fue una de las personalidades de la cadena NBC que se trasladaron a la CBS convencidas por su presidente William S. Paley, quien a diferencia de su rival David Sarnoff consideraba que el éxito de los programas dependía del talento y no del proveedor. Años más tarde, Benny se hizo amigo de Sarnoff, comentando que de haber tenido tal relación con su jefe antes, no habría abandonado la NBC. El cambio implicó el reemplazo, en 1952, de Phil Harris (quien tenía su propio programa en la NBC con su esposa, Alice Faye) por Bob Crosby, hermano de Bing.
Jack apareció por primera vez en la televisión en 1949 para la estación KTTV, por entonces afiliada a la CBS. Su programa hizo la transición al nuevo medio el 28 de octubre de 1950, pasando de una primera temporada de cinco especiales (1950-51), a un episodio cada dos semanas para el otoño de 1954, pasando a ser semanal en 1960. Inicialmente realizado en vivo, el programa gradualmente pasó a ser netamente filmado, en un principio para no entorpecer la realización del programa radial, el cual finalizó el 22 de mayo de 1955.
Si bien muchos programas radiales intentaron dar el paso a la televisión infructuosamente, ese no fue el caso de Benny, cuyo humor no verbal se hizo popular entre los televidentes que previamente no habían tenido la oportunidad de ver sus singulares reacciones. Un cambio importante respecto a la versión radial fue la ausencia de Mary Livingstone debido a que esta desarrolló pánico escénico, únicamente apareciendo en episodios filmados hasta 1958, cuando se retiró de forma definitiva. En efecto, Rochester y Wilson fueron los únicos en aparecer regularmente (Blanc y Nelson figuraron como recurrentes, Day y Crosby aparecieron de manera irregular, mientras que Harris apareció como invitado), pasando el foco a artistas invitados, algunos de los cuales casi nunca aparecían en televisión, como Marilyn Monroe o Humphrey Bogart. Algunos de los episodios fueron parodias de populares series de la CBS, como Perry Mason y La dimensión desconocida, cuando Raymond Burr y Rod Serling fueron invitados, respectivamente.
En 1962, el programa dejó de emitirse los domingos por primera vez en 28 años, y en 1964, la CBS decidió cancelarlo debido a su decreciente popularidad entre el público juvenil. La NBC pasó a transmitir el espacio la siguiente temporada. El fin del programa en 1965 habría corrido por decisión de Jack, quien de cierto modo tenía una apreciación ambivalente respecto de la televisión. En sus palabras: "Para mi segundo año en televisión, vi que la cámara era un monstruo devorador de hombres... le daba al artista una exposición que, semana tras semana, amenazaba su existencia como una figura interesante".

### Últimos años, fallecimiento y legado
Tras el fin de su programa semanal, Benny regresó a su carrera en el teatro, además de realizar numerosos especiales para la NBC. Entre sus últimas apariciones en televisión se incluyen el Tonight Show del 20 de julio de 1973, una aparición en el programa de Michael Parkinson para la BBC de Londres en 1974, y una serie de apariciones en El Show de Dean Martin a principios de los setenta, incluyendo un número de roasts (banquetes cómicos) presentados por Martin, con Bob Hope, Ronald Reagan y Johnny Carson como invitados de honor. El roast dedicado a Lucille Ball fue la última aparición pública de Jack, emitida el 7 de febrero de 1975, a poco más de un mes de su muerte.
Benny fue considerado por Neil Simon para aparecer en la película The Sunshine Boys (1975), pero decidió darle el papel a su amigo George Burns debido a su deteriorado estado de salud.
En octubre de 1974, Jack debió cancelar una aparición en Dallas, Texas al sentir mareos, pero los exámenes no dieron resultados concretos. Cuando Benny fue hospitalizado por malestares estomacales a principios de diciembre, se le diagnosticó un cáncer al páncreas inoperable. El 22 de ese mes, el humorista cayó en un estado de coma, siendo visitado por amigos cercanos. Jack Benny falleció en su hogar el 26 de diciembre de 1974 a los 80 años. En su funeral, George Burns (su mejor amigo) intentó pronunciar un discurso, pero rompió en llanto a las pocas palabras, teniendo que ser llevado de regreso a su asiento. En su discurso, Bob Hope dijo: "Para quien fuese el maestro del timing cómico, habría que decir que esta vez Jack Benny se equivocó. Nos dejó demasiado pronto." Fue enterrado en el cementerio Hillside Memorial Park de Culver City, California. En su testamento pidió que su viuda, Mary Livingstone, recibiera una rosa roja cada día. Livingstone falleció el 30 de junio de 1983.
Su familia donó sus documentos y una colección de sus shows televisivos a la UCLA, la cual estableció en 1977 el Premio Jack Benny, otorgado a destacadas figuras en el campo de la comedia, cuyo primer galardonado fue Johnny Carson. 
En 1960, Jack Benny fue honrado con tres estrellas en el Paseo de la Fama de Hollywood. Sus estrellas por televisión y cine se ubican en el 6370 y el 6650 del Hollywood Boulevard, mientras que su estrella por radio se encuentra en el 1505 de la calle Vine. También fue aceptado en el Salón de la Fama de la Academia Televisiva en 1988, y en el Salón Nacional de la Fama Radial en 1989.
Jack Benny figuró como parte de un número de humoristas conmemorados por el Servicio Postal de los Estados Unidos en una serie de estampillas emitidas en 1991. Un liceo de su natal Waukegan lleva su nombre, su lema "Home of the 39'ers" haciendo alusión a la edad que su personaje juraba tener.